# Kaluža
Kaluža je národní přírodní rezervace asi tři kilometry severně od vesnice Lesní Albrechtice, místní části obce Březová v okrese Opava. Chráněné území zaujímá stráň a návrší po pravé straně údolí řeky Moravice. Oblast spravuje AOPK ČR Správa CHKO Poodří. Důvodem ochrany je zachování ojedinělého přirozeného smíšeného porostu.

## Flóra

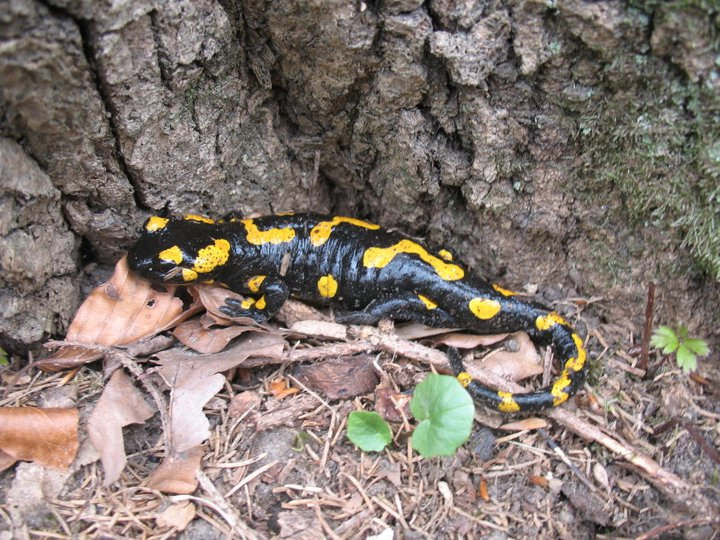
Mlok skvrnitý vyfotografovaný na lokalitě

Mezi typické rostliny vyskytující se na lokalitě nebo v okolí patří zapalice žluťuchovitá (Isopyrum thalictroides), devětsil bílý (Petasites albus), mokrýš střídavolistý (Chrysosplenium alternifolium), podběl lékařský (Tussilago farfara), devětsil lékařský (Petasites hybridus) nebo sasanka hajní (Anemonoides nemorosa). Vzácněji zde můžete na skalkách také narazit na lilii zlatohlavou (Lilium martagon). Z dalších významnějších taxonů zde ještě roste roztroušeně kyčelnice devítilistá (Dentaria enneaphyllos).

## Mykoflóra
Na živých i mrtvých bukových kmenech se objevuje vzácný korálovec ježatý (Hericium erinaceus), který se řadí mezi zranitelné druhy.

## Fauna
V rezervaci se z významných živočichů vyskytuje mlok skvrnitý (Salamandra salamandra). Na zdejších prameništích se ve smíšeném lese s převahou buku úspěšně reprodukuje. Lokalita je rovněž poměrně významná z hlediska entomologického - vyskytuje se zde řada brouků: roháček kozlík (Dorcus parallelipipedus), roháček kovový (Platycerus caraboides), roháček bukový (Sinodendron cylindricum), zlatohlávek zlatý (Cetonia aurata), zlatohlávek hladký (Protaetia cuprea), zdobenec zelenavý (Gnorimus nobilis), pestrokrovečník (Cleridae) a červenáčci (Pyrochroidae). Z motýlů se zde daří například modráskům očkovaným (Phengaris teleius) nebo ohniváčkům modrolesklým (Lycaena alciphron).